# Relay (film)
Ne doit pas être confondu avec Relay.
Pour plus de détails, voir Fiche technique et Distribution.
Relay est un film américain réalisé par David Mackenzie et sorti en 2024.
Il est présenté au festival international du film de Toronto 2024.

## Synopsis
Tom est un fixer qui travaille reclus chez lui. Il négocie secrètement des pots-de-vin pour des lanceurs d'alerte voulant dénoncer des entreprises corrompues ou malveillantes. Brillant manipulateur de toutes formes de technologie, il utilise pour cela un service de relais téléphoniques où les opérateurs restent anonymes. Tom est contacté par Sarah Grant, ancienne employée d'une entreprise de biotechnologie qu'elle a quitté après avoir volé des documents compromettants pour l'entreprise. La jeune femme Sarah souhaite les restituer en échange d'une somme d'argent. Rien ne va se passer comme d'habitude, Tom se retrouve confrontés aux hommes de main engagés pour suivre Sarah. De plus, il commence à tisser des liens avec elle,.

## Fiche technique
Sauf indication contraire, les informations mentionnées dans cette section peuvent être confirmées par la base de données cinématographiques IMDb,  présente dans la section « Liens externes ».
- Titre original : Relay
- Titre de travail : The Broker
- Réalisation : David Mackenzie
- Scénario : Justin Piasecki
- Musique : Tony Doogan
- Décors : Jane Musky
- Costumes : Alana Morshead
- Photographie : Giles Nuttgens
- Montage : Matt Mayer
- Production : Gillian Berrie, Basil Iwanyk, David Mackenzie, Teddy Schwarzman

Producteurs délégués : John Friedberg, Michael Heimler, Erica Lee, Per Melita et Charlie Morrison
- Sociétés de production : Black Bear Pictures, Thunder Road Pictures et Sigma Films (en)
- Sociétés de distribution : Bleecker Street (Etats-Unis), The Searchers (Belgique)
- Budget : N/A
- Pays de production :  États-Unis
- Langue originale : anglais
- Format : couleur
- Genre : thriller
- Durée : 112 minutes
- Date de sortie[3] :
  - Canada : 8 septembre 2024 (festival de Toronto)
  - États-Unis : 22 août 2025
  - France : 26 novembre 2025[4] Date sujette à modification

## Distribution
- Riz Ahmed : Tom
- Lily James : Sarah
- Sam Worthington
- Willa Fitzgerald: Rosetti
- Victor Garber

## Production
Le script spéculatif de Justin Piasecki, initialement intitulé The Broker, figure sur la Black List de 2019. David Mackenzie est ensuite annoncé comme réalisateur. Le film est produit par Thunder Road, Sigma et Black Bear.
En février 2023, Riz Ahmed et Lily James sont annoncés dans les rôles principaux. En avril 2023, Sam Worthington est également confirmé,.

### Tournage
Le tournage débute à New York en avril 2023. Il se déroule également au New Jersey,.

## Sortie
Le film est présenté en avant-première au festival international du film de Toronto 2024 le 8 septembre 2024.